# Bukovžlak
Bukovžlak este o localitate din comuna Celje, Slovenia, cu o populație de 329 de locuitori.